# 邱金龍
邱金龍（1992年1月6日—）是前臺灣男子籃球運動員，場上主打後衛位置。

## 生平
邱金龍來自南投縣仁愛鄉，擁有賽德克族與阿美族血統，國中一年級開始打籃球，就讀新榮高中一年級時奪得高中籃球聯賽新人王，2010年2月放棄高中三年級下學期的課業前往美國尋求發展的機會，英文名字取為「Golden」，2010年8月返回臺灣決定重新就讀新榮高中三年級，隔年進入國立臺灣藝術大學就學，2013年10月代表鴻亞國際征戰全國社會組籃球錦標賽，帶領球隊七戰全勝奪冠，個人獲選MVP，2015年9月在超級籃球聯賽新人選秀會獲得金門酒廠青睞，之後被球隊交易至台灣啤酒，換回下年度新人選秀會第二輪選秀權，2017年8月轉戰金門酒廠，2018年1月20日在對戰臺北達欣工程一役終場前最後1.17秒時從後場投進絕殺三分球，2019年與金門酒廠的合約到期後離開超級籃球聯賽舞臺，2020年5月被警察臨檢時酒測值超標。

## 外部連結
- 邱金龍的Instagram帳戶
- 邱金龍在Eurobasket.com（球員）（英语）